# Cathédrale Saint-Jacques d'Innsbruck
Cette  cathédrale n’est pas la seule cathédrale Saint-Jacques.
La cathédrale Saint-Jacques (en allemand : Dom zu St. Jakob) est une cathédrale catholique romaine située dans la ville d'Innsbruck en Autriche. Sa construction du XVIIIe siècle est en style baroque.

## Description

### Architecture
Dessinée par l'architecte Johann Jakob Herkomer (de), sa construction s'est déroulée entre 1717 et 1724 sur le site d'une ancienne église romane du XIIe siècle. L'intérieur est entouré par trois voûtes en dôme couvrant la nef, et un dôme avec la lanterne au-dessus du chœur. Avec son somptueux intérieur baroque, exécuté en partie par les frères Asam, elle est considérée parmi les bâtiments baroques les plus importants du Tyrol.

### Mobilier
La cathédrale est remarquable pour deux trésors importants. La peinture Maria Hilf (Marie du Secours) de Lucas Cranach l'Ancien vers 1530 est exposée au-dessus du maître-autel. Elle est considérée parmi les représentations mariales les plus vénérées de la chrétienté. La cathédrale contient également dans le bas-côté nord, le tombeau à baldaquin de l'archiduc Maximilien III d'Autriche, Grand Maître des Chevaliers Teutoniques, datant de 1620. La cathédrale a été fortement endommagée pendant la Seconde Guerre mondiale, mais a été entièrement restaurée.

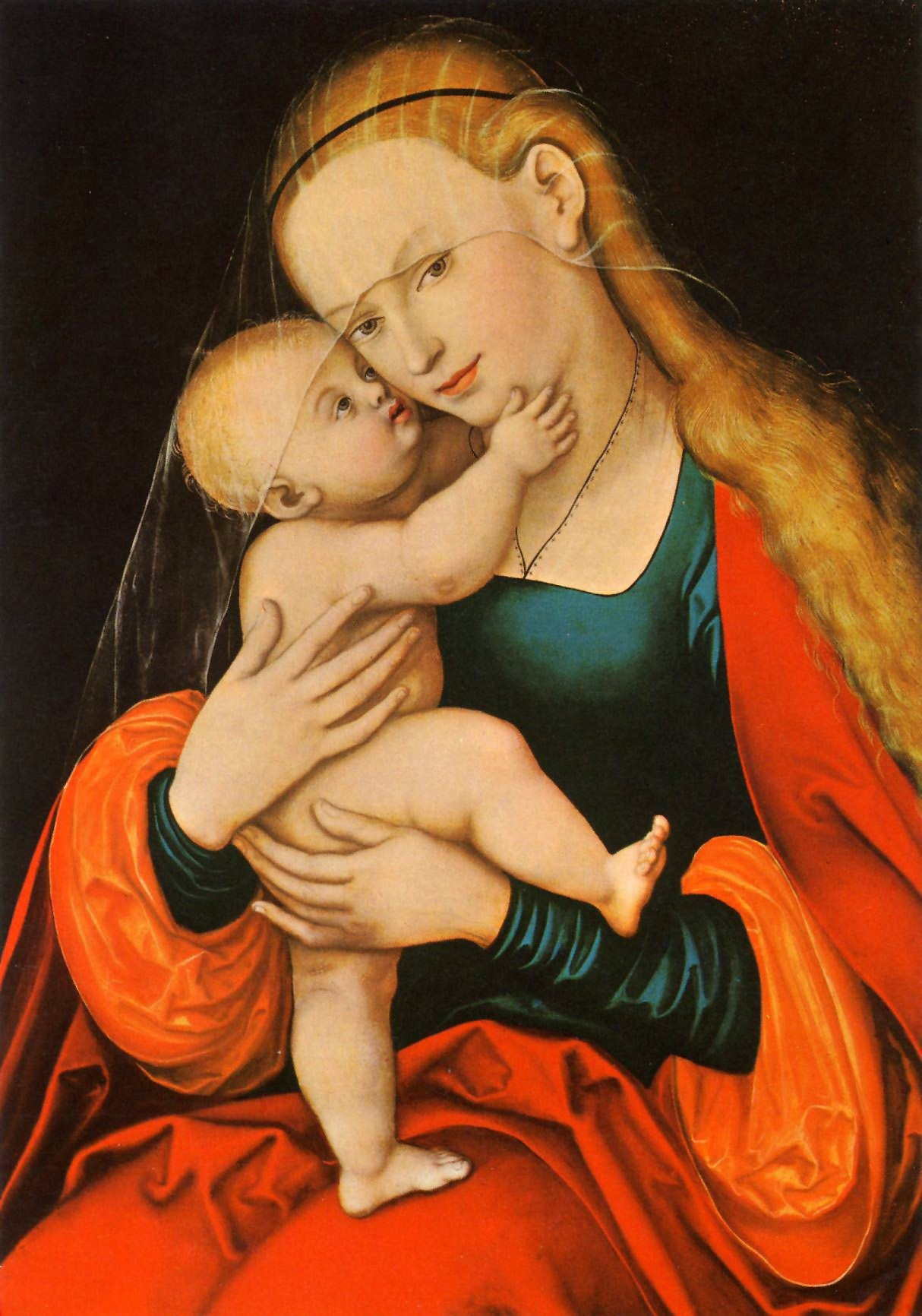
Lucas Cranach l'Ancien, Maria Hilf (c. 1530).

## Source
- (en) Cet article est partiellement ou en totalité issu de l’article de Wikipédia en anglais intitulé « Innsbruck Cathedral » (voir la liste des auteurs).